# Грипенберг, Аксель Севастьянович
Аксель Севастьянович Грипенберг (при рождении Юхан Аксель Грипенберг швед. Johan Axel Gripenberg; 1 марта 1833, Гельсингфорс, Великое княжество Финляндское — 12 июня 1918, Берн, Швейцария) — российский и финляндский государственный и военный деятель; генерал-лейтенант (1893), выборгский (1889—1899), ранее — улеаборгский губернатор (1886—1889).

## Биография
Родился 1 марта 1833 года в Гельсингфорсе, в Великом княжестве Финляндском, в семье военнослужащего, происходившего из шведского дворянского рода Грипенбергов.
В 1846 году поступил в Финляндский кадетский корпус и, после его окончания, 13 августа 1852 года поступил на воинскую службу в Русскую императорскую армию. 16 марта 1853 года произведён в прапорщики, 11 апреля 1854 года — в подпоручики, 10 декабря 1855 года — в поручики. Участвовал в компании по обороне Севастополя 1854—1855 годов.
1 мая 1857 года направлен инструктором в Финляндский кадетский корпус, а с 1861 года преподавал в нём географию. 30 августа 1862 года произведён в штабс-капитаны, а 30 августа 1865 года — в капитаны.
31 марта 1868 года произведён в полковники. С 5 мая 1873 года командовал ротой (3 года и 7 месяцев), а позднее — батальоном (2 года и 5 месяцев) 147-го Самарского пехотного полка. 15 мая 1883 года произведён в генерал-майоры.
С 5 декабря 1884 года назначен командиром первой бригады 7-й пехотной дивизии.
24 апреля 1886 года назначен улеаборгским губернатором, а 10 февраля 1889 года — выборгским губернатором. 30 августа 1893 года произведён в генерал-лейтенанты.
С декабря 1899 года, в знак протеста против русификации Финляндии, ушёл в отставку с губернаторской должности, а в феврале 1900 года вышел в отставку с воинской службы.
С 1918 года — в эмиграции во Франции, участник Белого движения.
Скончался 12 июня 1918 года в Берне, в Швейцарии.

## Награды
Российской империи
- Орден Святого Станислава III степени (29.4.1863)
- Орден Святого Станислава II степени (11.9.1868)
- Корона к ордену Святого Станислава II степени (11.9.1872)
- Орден Святой Анны II степени (12.10.1874)
- Орден Святого Владимира IV степени (13.1.1878)
- Орден Святого Владимира III степени (13.1.1880)
- Орден Святого Станислава I степени (11.9.1888)
- Орден Святой Анны I степени и монаршая благодарность (11.9.1891)
- Орден Святого Владимира II степени (19.11.1897)

иностранные
- Императорский австрийский орден Франца Иосифа командорский крест со звездой (27.2.1874, Австро-Венгрия)

## Семья
- Отец — Себастиан Грипенберг (швед. Johan Fredrik Sebastian Gripenberg; 4 февраля 1801, Хухти (Köyliö) — 4 августа 1865, Гельсингфорс), генерал-майор
- Мать — София Маргарета Асхолин (швед. Sofia Margareta Ascholin; 8 июля 1806, Бьёрнеборг — 7 мая 1878, Гельсингфорс)
- Жена — Матильда Густава Мартинау (швед. Matilda Gustava Martinau; 21 марта 1844, Николаев, Херсонская губерния — 21 января 1924, Гельсингфорс), дочь директора Финляндского кадетского корпуса генерал-лейтенанта Карла Алексеевича Мартинау. Вышла замуж 6 октября 1861 года во Фридрихсгаме.
  - Дочь — Матильда (швед. Matilda Johanna Maria; 23 августа 1862, Фридрихсгам — 21 апреля 1869, Санкт-Петербург)
  - Дочь — Наталия (2 мая 1864, Фридрихсгам — 16 января 1868, Санкт-Петербург)
  - Сын — Мауриц Грипенберг[фин.] (швед. Alexander Mauritz Sebastian Gripenberg 10 января 1869, Санкт-Петербург — 30 декабря 1925, Хельсинки), финский архитектор[3]
  - Дочь — Мария (швед. Maria Vilhelmina Julia; 2 мая 1871, Санкт-Петербург — 25 апреля 1938, Лозанна)
  - Дочь — Анжелика (швед. Angelique Alexandra Sofia; 24 августа 1873, Гельсингфорс — 19 июля 1948, Франция).